# 寶積寺車站

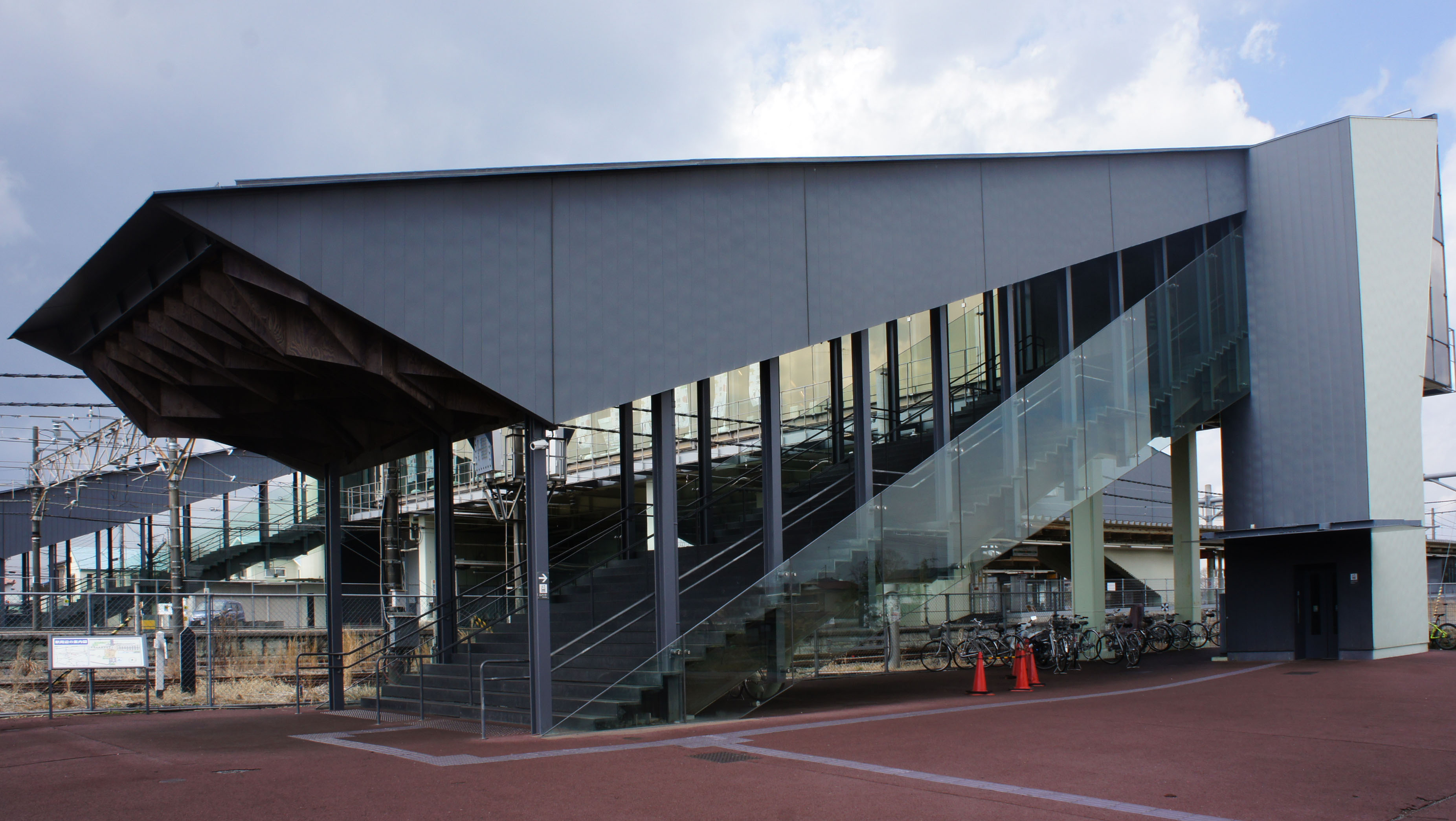
東口（2019年3月）

寶積寺車站（日语：／ Hōshakuji eki */?）是一位於日本栃木縣鹽谷郡高根澤町大字寶積寺，由東日本旅客鐵道（JR東日本）與日本貨物鐵道（JR貨物）所共同經營的鐵路車站。
寶積寺車站是JR東日本宇都宮線沿線的車站（但在正式路線規劃上，其實是東北本線的一站），也是東北本線與JR東日本所屬的地方交通線、烏山線的分歧點及烏山線的起站。除了JR東日本外，在國鐵分割民營化時，寶積寺車站仍設有貨運站，因此也是日本貨物鐵道（JR貨物）的車站之一，但貨物列車班次已在2006年時被取消。

## 車站構造
本站是一地面車站，月台是由一座側式月台及一座島式月台組成。而目前的站房是在2008年3月才落成啟用的跨站式站房。

### 月台配置
| 月台 | 路線                  | 方向 | 目的地                                                 |
| ---- | --------------------- | ---- | ------------------------------------------------------ |
| 1    | ■宇都宮線（東北本線） | 下行 | 矢板、那須鹽原、黑磯方向                               |
| 2    | ■宇都宮線（東北本線） | 上行 | 宇都宮、大宮、東京、新宿、橫濱方向 （包括■上野東京線） |
| 3    | ■烏山線               | 下行 | 仁井田、大金、烏山方向                                 |
| 3    | ■烏山線               | 上行 | 往宇都宮（烏山開出的列車）                             |

（來源：JR東日本:車站構內圖 （页面存档备份，存于））

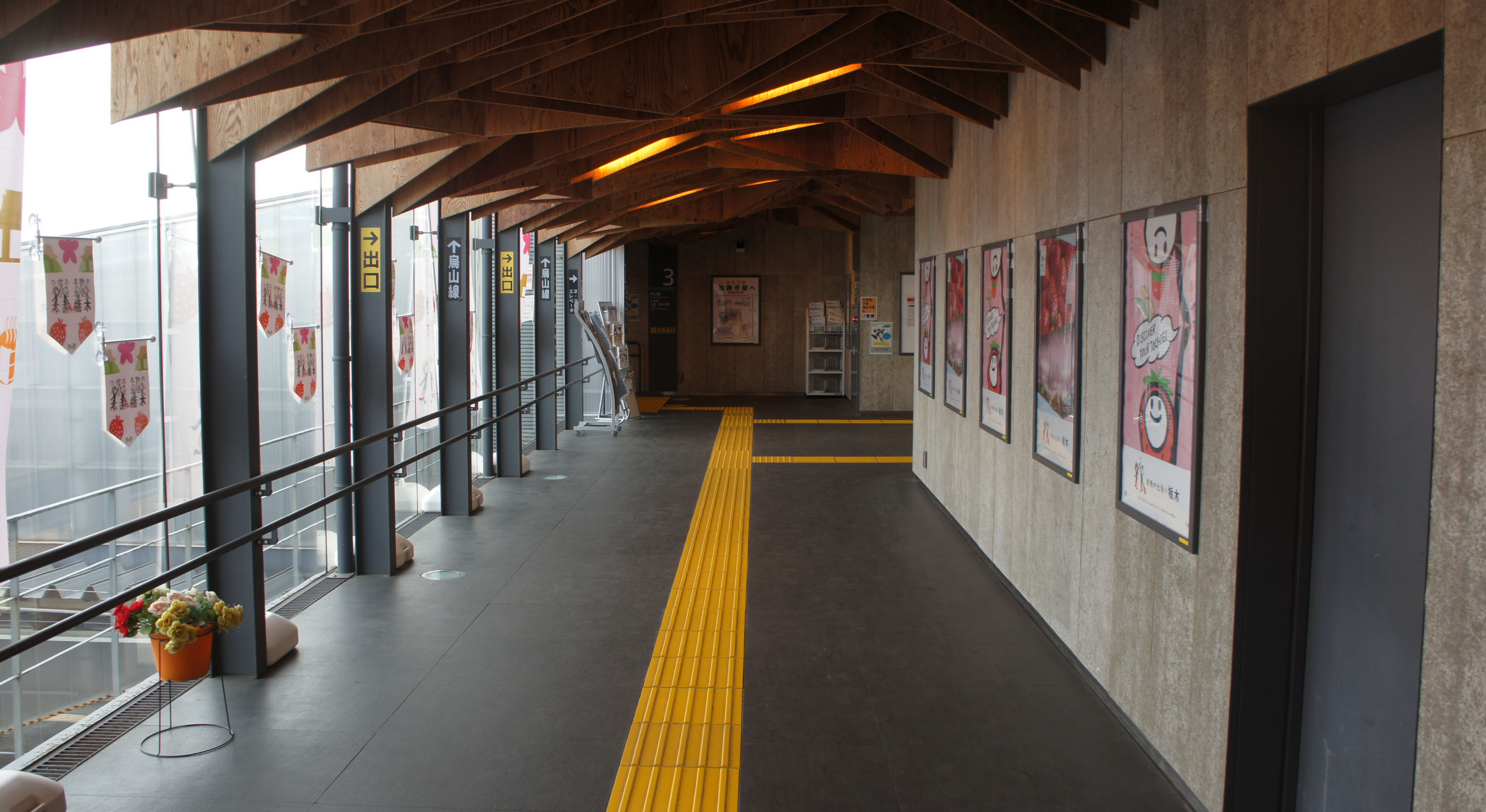
月台聯絡通道（2019年3月）
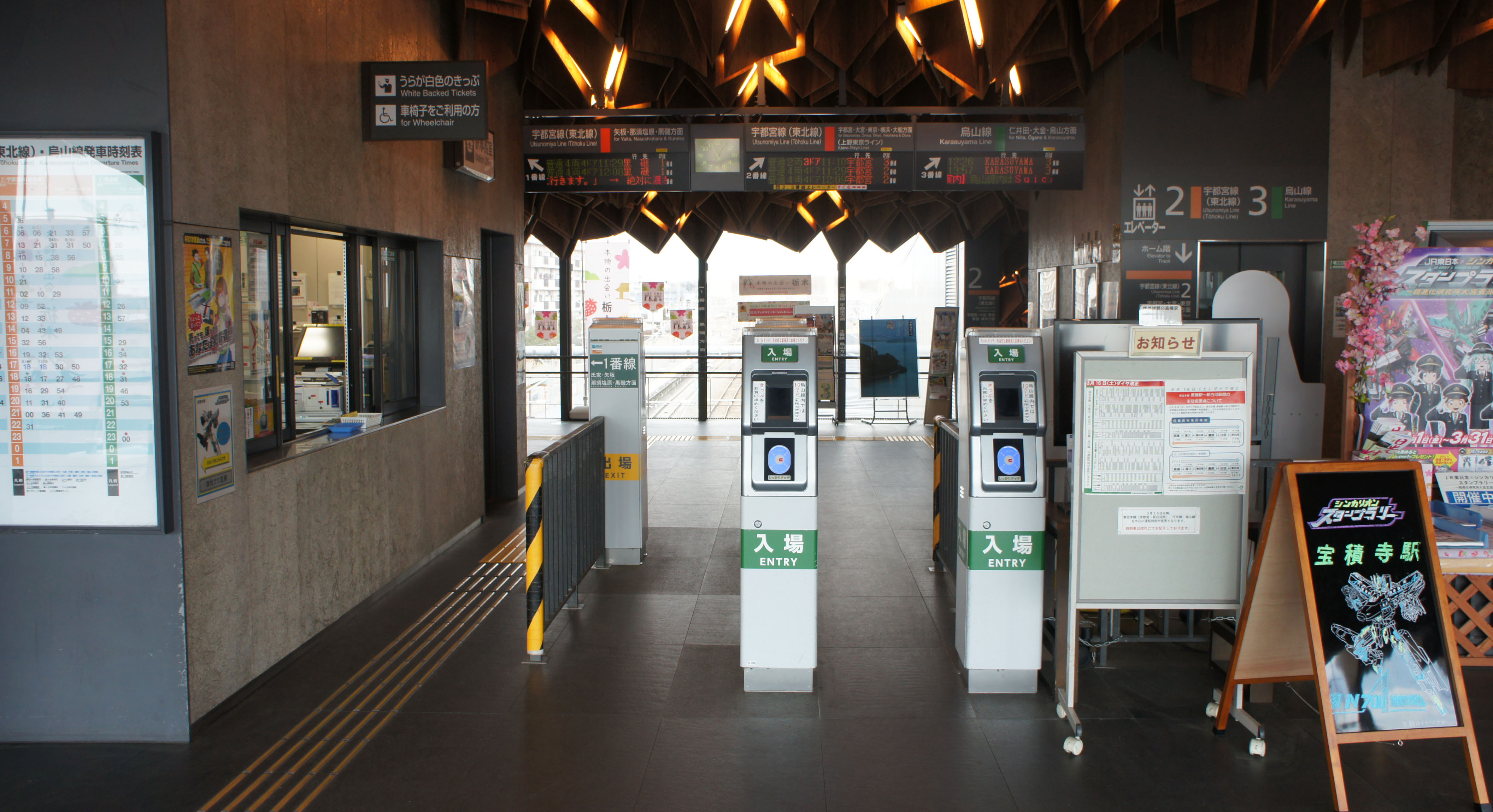
簡易Suica閘機（2019年3月）
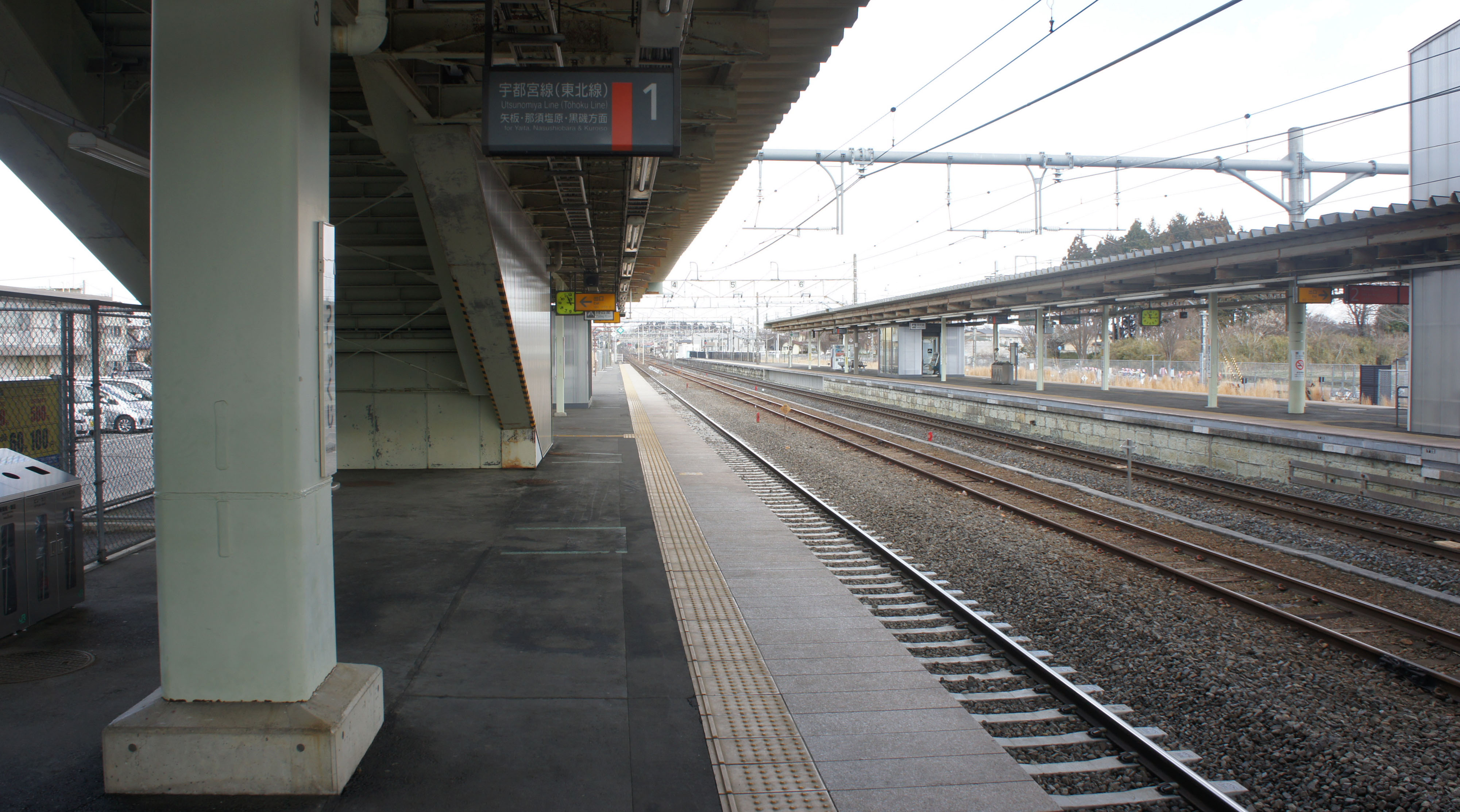
1號月台（2019年3月）
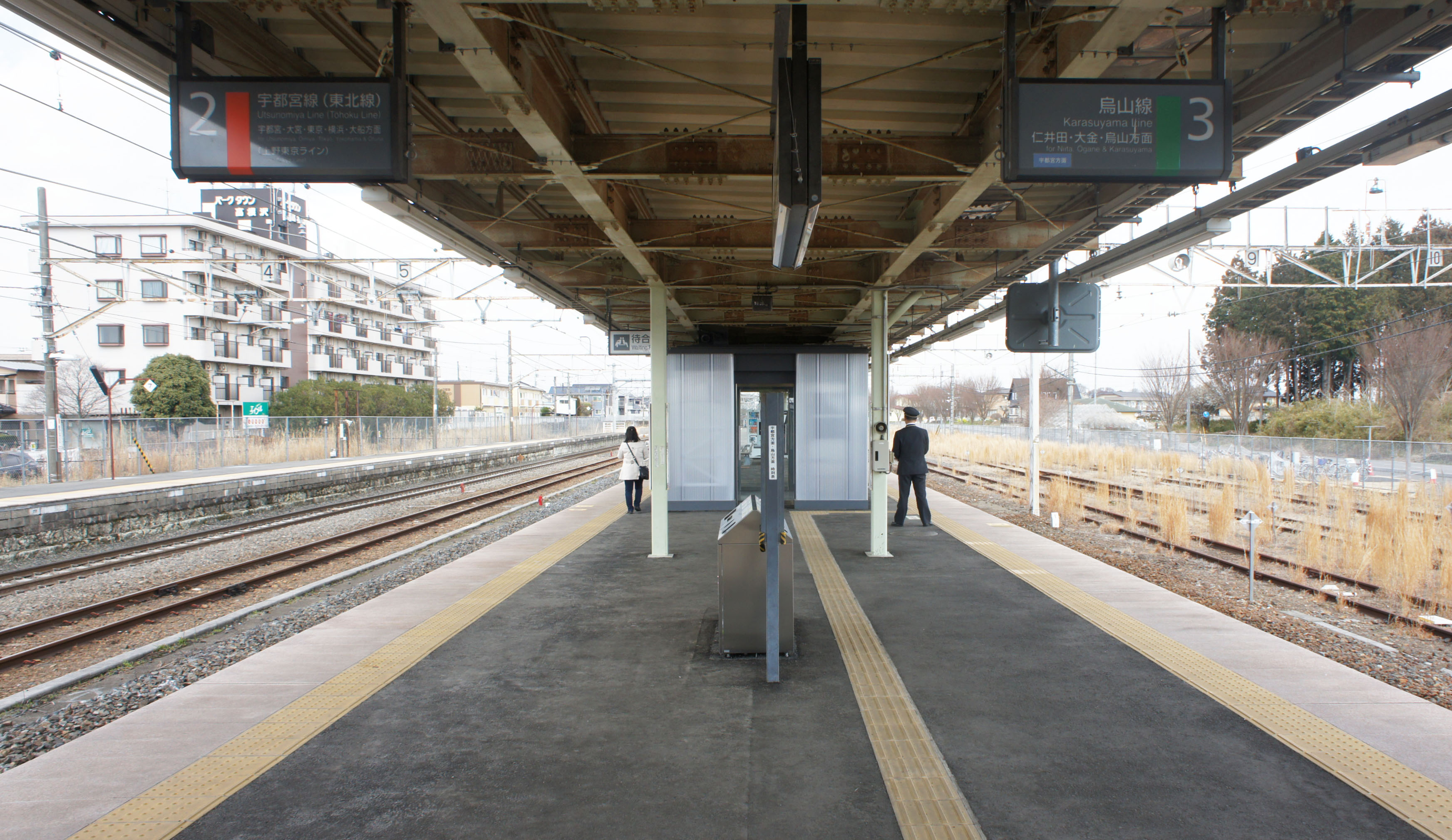
2、3號月台（2019年3月）

## 使用情況
根據JR東日本，2019年（令和元年）度1日平均上車人次為2,251人。
近年推移如下表。
| 上車人次推移       | 上車人次推移     | 上車人次推移    |
| 年度               | 1日平均 上車人次 | 來源            |
| ------------------ | ---------------- | --------------- |
| 2000年（平成12年） | 2,046            | [ 利用客数 2 ]  |
| 2001年（平成13年） | 2,000            | [ 利用客数 3 ]  |
| 2002年（平成14年） | 2,013            | [ 利用客数 4 ]  |
| 2003年（平成15年） | 2,005            | [ 利用客数 5 ]  |
| 2004年（平成16年） | 1,994            | [ 利用客数 6 ]  |
| 2005年（平成17年） | 2,036            | [ 利用客数 7 ]  |
| 2006年（平成18年） | 2,049            | [ 利用客数 8 ]  |
| 2007年（平成19年） | 2,114            | [ 利用客数 9 ]  |
| 2008年（平成20年） | 2,180            | [ 利用客数 10 ] |
| 2009年（平成21年） | 2,182            | [ 利用客数 11 ] |
| 2010年（平成22年） | 2,213            | [ 利用客数 12 ] |
| 2011年（平成23年） | 2,130            | [ 利用客数 13 ] |
| 2012年（平成24年） | 2,177            | [ 利用客数 14 ] |
| 2013年（平成25年） | 2,201            | [ 利用客数 15 ] |
| 2014年（平成26年） | 2,135            | [ 利用客数 16 ] |
| 2015年（平成27年） | 2,203            | [ 利用客数 17 ] |
| 2016年（平成28年） | 2,202            | [ 利用客数 18 ] |
| 2017年（平成29年） | 2,240            | [ 利用客数 19 ] |
| 2018年（平成30年） | 2,279            | [ 利用客数 20 ] |
| 2019年（令和元年） | 2,251            | [ 利用客数 21 ] |

## 相鄰車站
東日本旅客鐵道
■宇都宮線
■通勤快速、■快速「Rabbit」、■普通
岡本－寶積寺－氏家
■烏山線（宇都宮站－此站間為東北本線）
（岡本）－寶積寺－下野花岡

### 使用情況
1. ↑  . 東日本旅客鉄道.   [2019-07-11]. （原始内容存档于2019-07-05）.
2. ↑  . 東日本旅客鉄道.   [2019-02-13]. （原始内容存档于2019-03-27）.
3. ↑  . 東日本旅客鉄道.   [2019-02-13]. （原始内容存档于2019-03-27）.
4. ↑  . 東日本旅客鉄道.   [2019-02-13]. （原始内容存档于2019-03-27）.
5. ↑  . 東日本旅客鉄道.   [2019-02-13]. （原始内容存档于2019-03-27）.
6. ↑  . 東日本旅客鉄道.   [2019-02-13]. （原始内容存档于2019-03-27）.
7. ↑  . 東日本旅客鉄道.   [2019-02-13]. （原始内容存档于2019-03-27）.
8. ↑  . 東日本旅客鉄道.   [2019-02-13]. （原始内容存档于2019-03-27）.
9. ↑  . 東日本旅客鉄道.   [2019-02-13]. （原始内容存档于2019-03-28）.
10. ↑  . 東日本旅客鉄道.   [2019-02-13]. （原始内容存档于2019-03-28）.
11. ↑  . 東日本旅客鉄道.   [2019-02-13]. （原始内容存档于2019-03-28）.
12. ↑  . 東日本旅客鉄道.   [2019-02-13]. （原始内容存档于2019-03-28）.
13. ↑  . 東日本旅客鉄道.   [2019-02-13]. （原始内容存档于2019-03-28）.
14. ↑  . 東日本旅客鉄道.   [2019-02-13]. （原始内容存档于2019-03-22）.
15. ↑  . 東日本旅客鉄道.   [2019-02-13]. （原始内容存档于2016-03-04）.
16. ↑  . 東日本旅客鉄道.   [2019-02-13]. （原始内容存档于2019-03-22）.
17. ↑  . 東日本旅客鉄道.   [2019-02-13]. （原始内容存档于2019-03-22）.
18. ↑  . 東日本旅客鉄道.   [2019-02-13]. （原始内容存档于2019-03-22）.
19. ↑  . 東日本旅客鉄道.   [2019-02-13]. （原始内容存档于2019-03-22）.
20. ↑  . 東日本旅客鉄道.   [2019-07-11]. （原始内容存档于2019-07-05）.
21. ↑  . 東日本旅客鉄道.   [2020-07-10]. （原始内容存档于2020-07-10）.

## 外部連結
- 車站資訊（寶積寺）：東日本旅客鐵道

36°37′53.36″N 139°58′46.27″E / 36.6314889°N 139.9795194°E